# Rafael de Sobremonte
Rafael de Sobremonte y Núñez del Castillo Angulo Bullón y Ramírez de Arellano, 3º marchese di Sobremonte (Siviglia, 1745 – Cadice, 1827), è stato un politico spagnolo.
Viceré del Río de la Plata dal 1804 al 1807, fu politico e generale incapace e lasciò Buenos Aires agli Inglesi. Dopo la caduta di Montevideo (1807), fu sostituito da Santiago de Liniers.